# Нойштадт-ам-Реннштайг
Нойштадт-ам-Реннштайг (нім. Neustadt am Rennsteig) — громада в Німеччині, розташована в землі Тюрингія. Входить до складу району Ільм. Складова частина об'єднання громад Лангер-Берг.
Площа — 17,03 км2. Населення становить Невірний параметр metadata 16 070 038 ос. (станом на 31 грудня 2021).

## Галерея

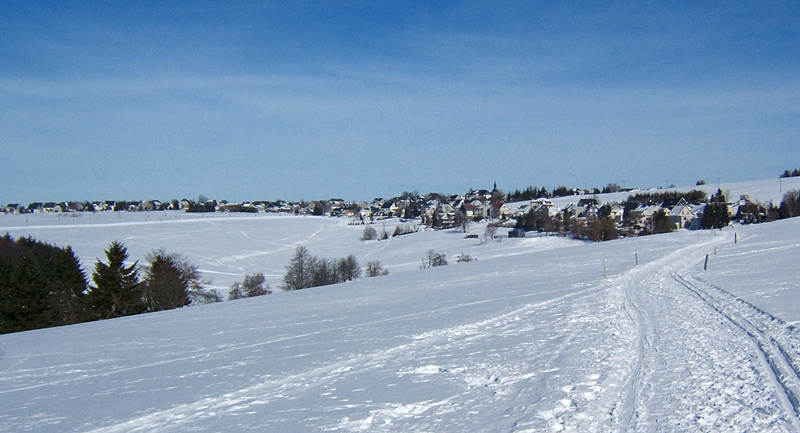
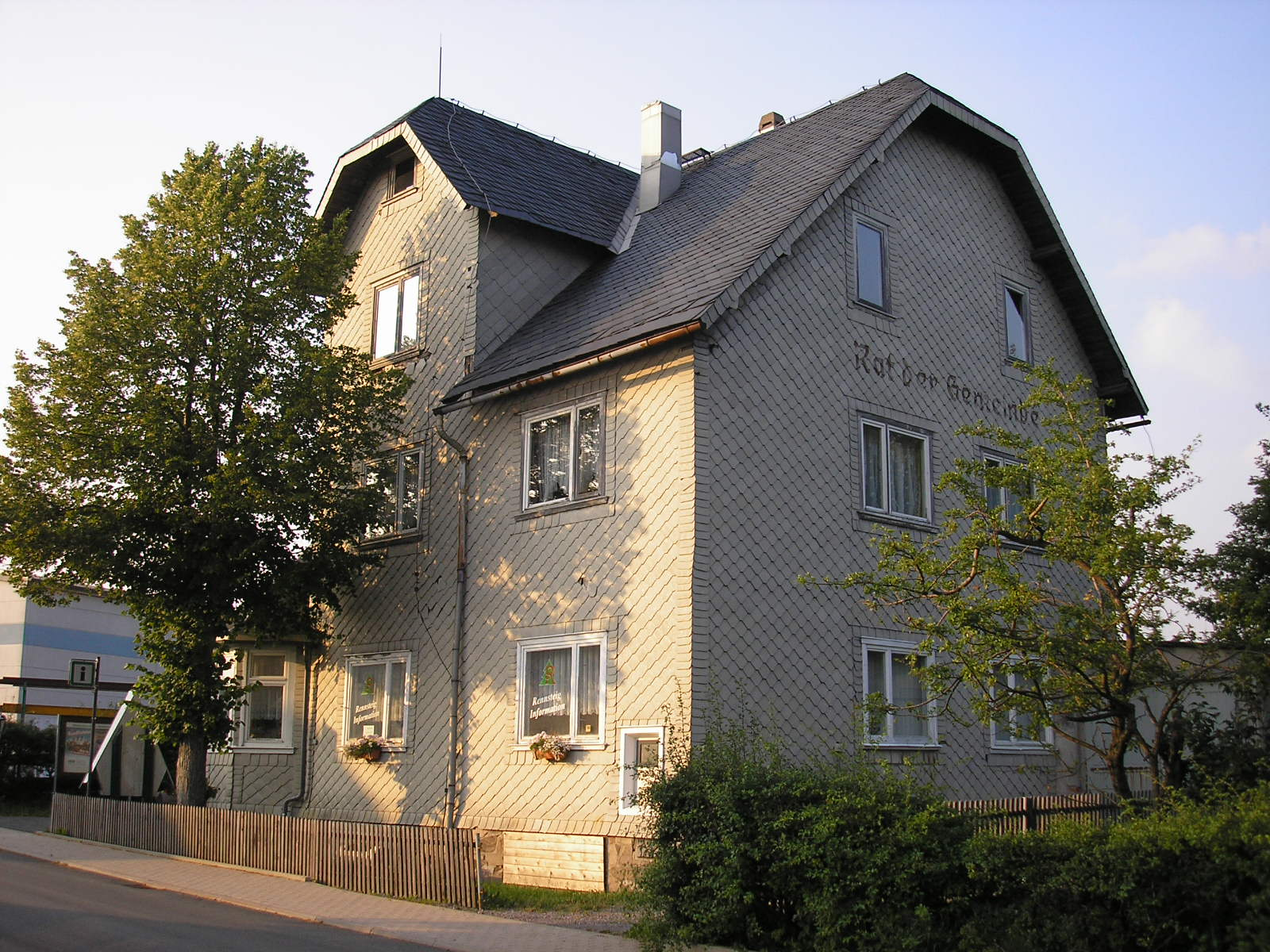
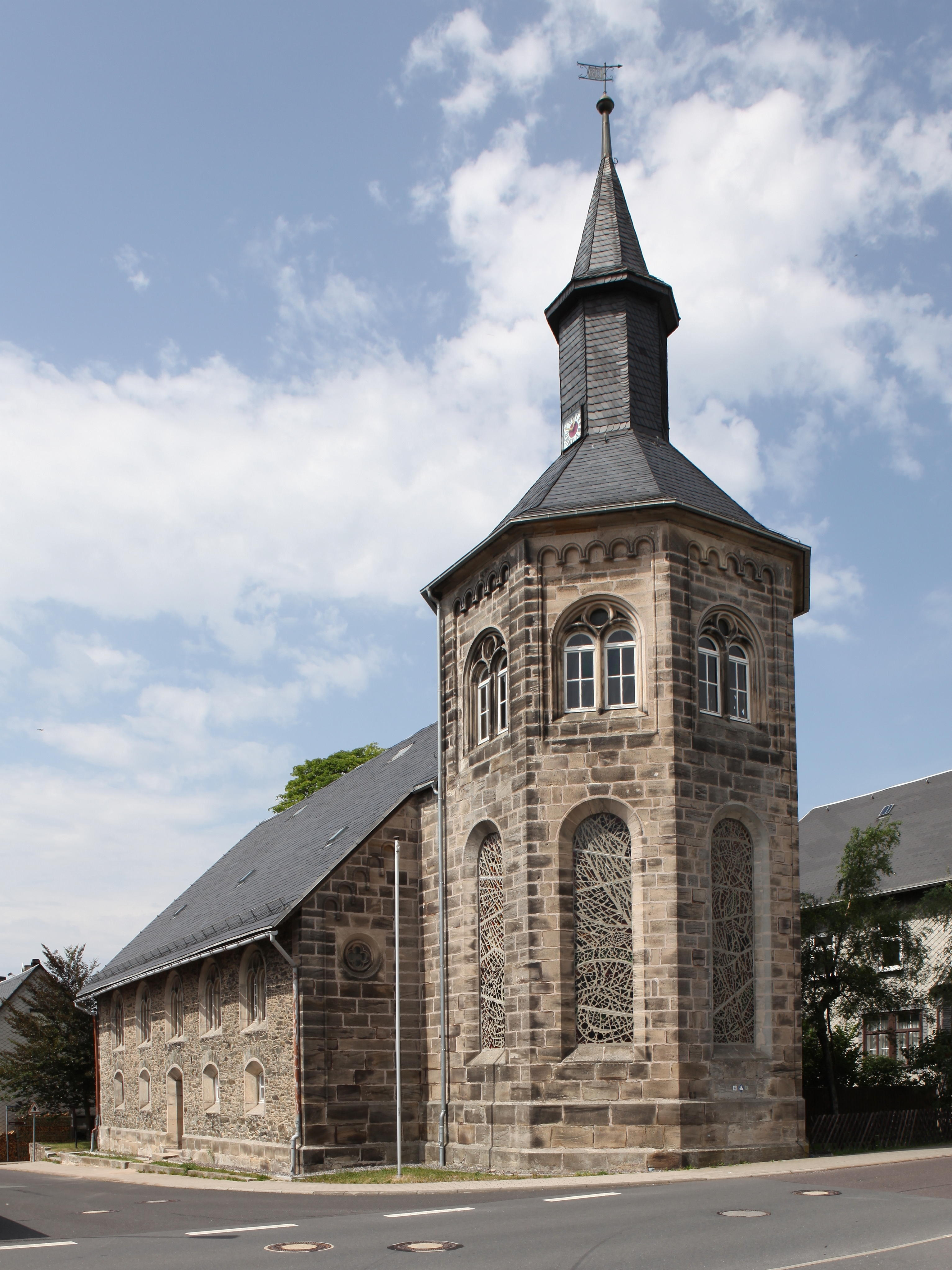
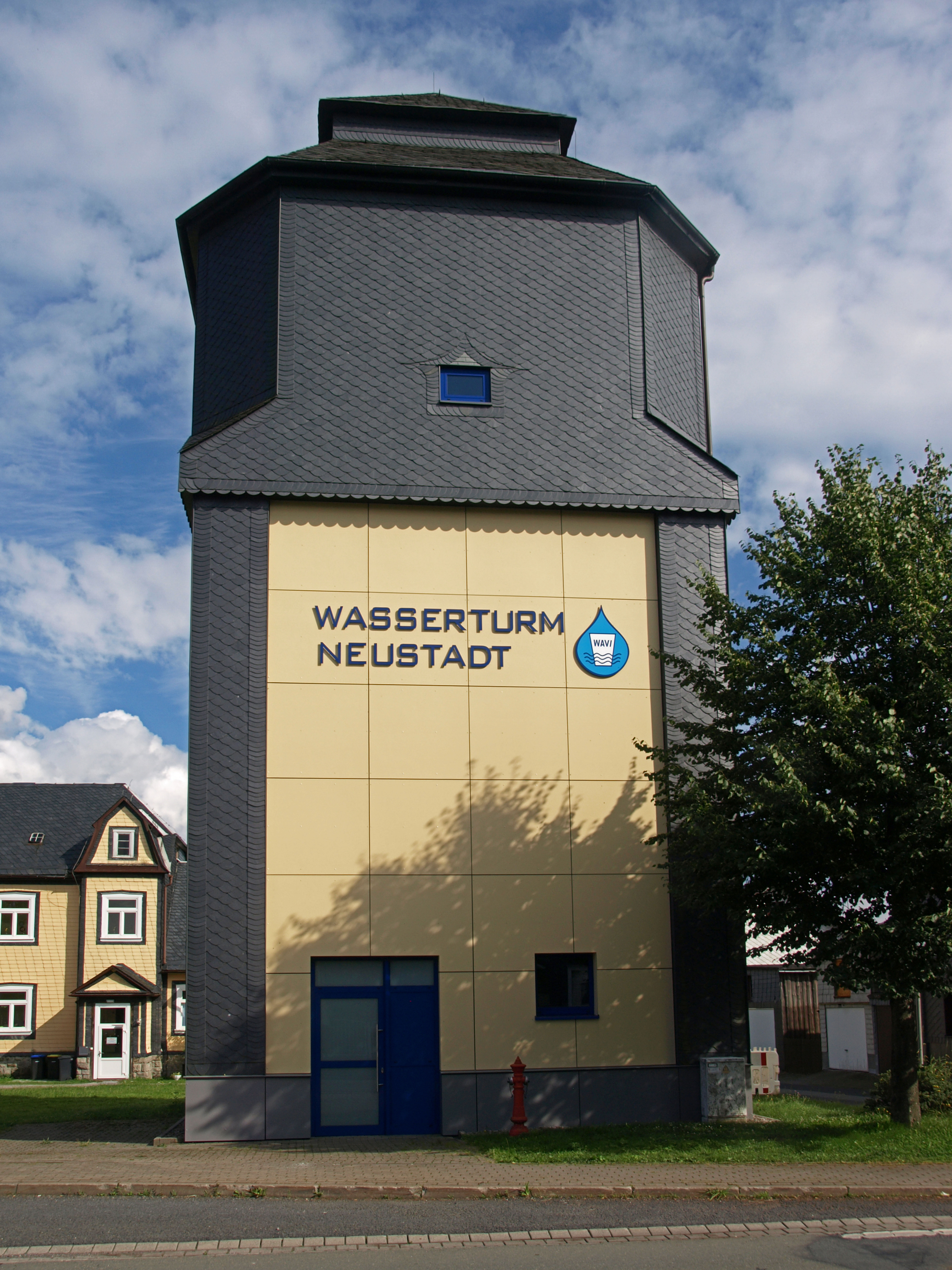